# Janus Wagener

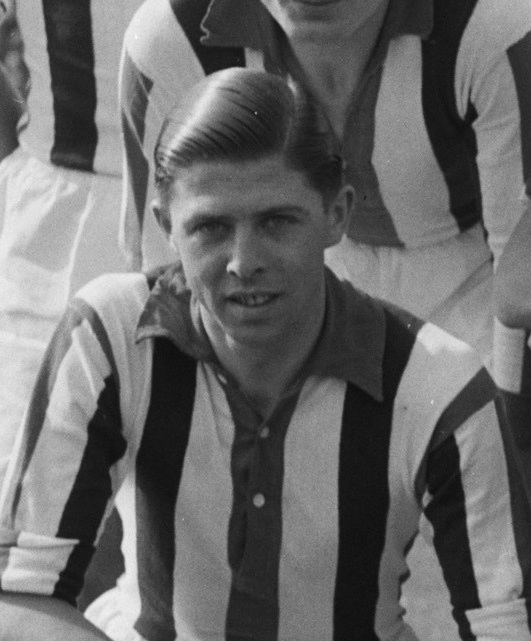

Adrianus Johannus (Janus) Wagener (18 maart 1923 – Tilburg, 22 april 2016) was een Nederlands voetballer en speler van Willem II in de periode 1943-1956.
Wagener werd tweemaal kampioen van Nederland met de Tricolores: in 1952-1953 en in 1955-1956. De laatste keer was dat als eerste kampioen van het, in die tijd ingevoerde, betaald voetbal door de KNVB. Zijn positie was rechtsback. Tijdens het jaar van het laatste kampioenschap van Willem II speelde hij elf wedstrijden, de rest van de tijd zat hij op de bank. Ook zat hij dicht tegen het Nederlands elftal aan, maar in de voorselectie viel hij af.

## Verlate schaal
Van de achttien spelers uit het kampioensjaar '54/'55 waren op dinsdag 24 januari 2006 twaalf mannen nog in leven, onder wie Wagener. Op die dag kregen zij van Henk Kesler en Jeu Sprengers namens de KNVB alsnog een kampioenschaal uitgereikt. In 1955 was het bij een oorkonde en een kleine beker ter herinnering gebleven.